# Clubiona opeongo
Clubiona opeongo là một loài nhện trong họ Clubionidae.
Loài này thuộc chi Clubiona. Clubiona opeongo được miêu tả năm 1958 bởi Edwards.